# Mūrmūrī
Mūrmūrī (persiska: مورموری) är en ort i Iran.   Den ligger i provinsen Ilam, i den västra delen av landet, 500 km sydväst om huvudstaden Teheran. Mūrmūrī ligger 501 meter över havet och antalet invånare är 3 491.
Terrängen runt Mūrmūrī är kuperad åt nordväst, men åt sydost är den platt.Runt Mūrmūrī är det ganska glesbefolkat, med 26 invånare per kvadratkilometer. Mūrmūrī är det största samhället i trakten. Omgivningarna runt Mūrmūrī är i huvudsak ett öppet busklandskap.